# Marie Joseph de La Fayette

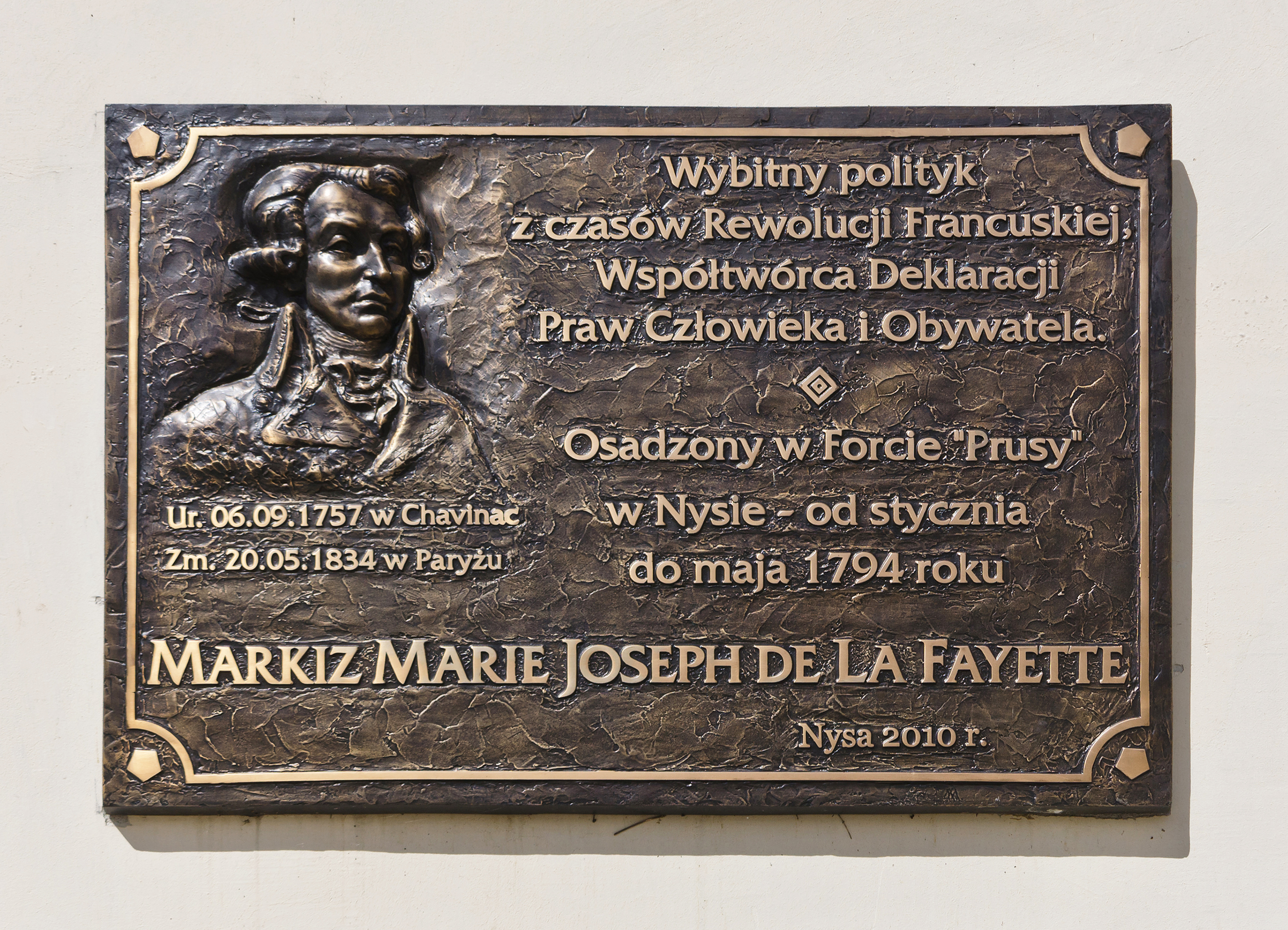
Tablica pamięci La Fayette, w Twierdzy Nysa

Marie Joseph Paul Yves Roch Gilbert du Motier markiz de la Fayette (także Lafayette) (ur. 6 września 1757 w zamku Chavaniac w Owernii, Francja, zm. 20 maja 1834 w Paryżu) – polityk, arystokrata francuski, liberał i humanista. Generał, uczestnik wojny o niepodległość Stanów Zjednoczonych, wolnomularz.
Od 1777 walczył jako ochotnik przeciwko Brytyjczykom po stronie zbuntowanych kolonistów. Dowodził armią w stanie Wirginia, a w 1781 odbierał decydującą o losach wojny kapitulację sił brytyjskich po oblężeniu Yorktown. Do ojczyzny powrócił w stopniu generała.
W okresie rewolucji francuskiej był jednym z jej głównych przywódców wywodzących się z kręgów arystokracji. Był członkiem Stanów Generalnych, a następnie dowódcą paryskiej Gwardii Narodowej. 17 lipca 1791 Gwardia Narodowa pod jego dowództwem zaatakowała nieuzbrojony tłum podczas podpisywania petycji na Polu Marsowym, zabijając ok. 50 osób, co spowodowało spadek jego popularności. Został dowódcą armii w wojnie z Austrią. 28 czerwca 1792 bezskutecznie spróbował dokonać zamachu stanu i rozbić klub jakobinów. Gdy Zgromadzenie Narodowe odebrało mu dowództwo nad armią, porzucił armię i usiłował uciec do Stanów Zjednoczonych, przechodząc przez linie Austriackie. Rozpoznany przez Austriaków został aresztowany i resztę wojny spędził w więzieniach w Prusach i w Austrii (w Ołomuńcu).
Wrócił do Francji w 1799, po objęciu władzy przez Napoleona Bonaparte. Aż do śmierci pozostał działaczem liberałów, dowodził Gwardią Narodową w czasie rewolucji lipcowej 1830. Czynnie wspierał wtedy króla Ludwika Filipa I, później przeszedł do opozycji. Był przyjacielem Polski i Polaków, współzałożycielem Francusko-Polskiego Komitetu Pomocy dla powstania listopadowego – żądał przyjścia Polsce z pomocą, zbierał składki na rzecz powstania. W Stanach Zjednoczonych zyskał miano „bohatera dwóch światów” – Ameryki i Francji.

## Rodzina
11 kwietnia 1774 La Fayette ożenił się z Marie Adrienne Françoise de Noailles (1759–1807), córką bogatego arystokraty Jeana de Noailles i Henriette Anne Louise d’Aguesseau. Para miała czworo dzieci:
- Henriette (1776-1778)
- Anastasie Louise Pauline (1777-1863), od 1798 żona Charlesa de Latour-Maubourg
- Georges Washington Louis Gilbert, markiz de La Fayette (1779-1849), mąż Emilie d’Estutt de Tracy, ojciec:
  - Natalie (1803-1878), od 1827 żony Adolpha Perriera
  - Charlotte Mathilde (1805-1886), od 1832 żony Maurice’a de Pusy
  - Clémentine Adrienne (1809-1886), od 1836 żony Gustave’a de La Bonninière de Beaumont
  - Oscara Thomasa Gilberta, markiza de La Fayette (1815–1881)
  - Edmonda Francois (1818-1890)
- Marie Antoinette Virginie (1782-1849), od 1803 żona Louisa de Lasteyrie du Saillant